# Щонув
Щонув (пол. Szczonów) — село в Польщі, у гміні Жеркув Яроцинського повіту Великопольського воєводства.
Населення — 152 особи (2011).
У 1975-1998 роках село належало до Каліського воєводства.

## Демографія
Демографічна структура станом на 31 березня 2011 року:
|          | Загалом | Допрацездатний вік | Працездатний вік | Постпрацездатний вік |
| -------- | ------- | ------------------ | ---------------- | -------------------- |
| Чоловіки | 79      | 22                 | 49               | 8                    |
| Жінки    | 73      | 16                 | 41               | 16                   |
| Разом    | 152     | 38                 | 90               | 24                   |